# Kurt Lewy
Kurt Lewy (geboren 29. Juli 1898 in Essen; gestorben 11. November 1963 in Freiburg im Breisgau) war ein deutsch-belgischer Maler.

## Leben
Kurt Lewy war ein Sohn des Essener Kaufmanns Gustav Lewy und jüngerer Bruder des Grafikers Fritz Lewy. Kurt Lewy studierte an der Folkwangschule in Essen und von 1919 bis 1923 an der Staatlichen Hochschule für bildende Künste in Berlin. In Pforzheim erlernte er die Emailliertechnik. Seine erste Ausstellung hatte er 1926 im Folkwangmuseum Essen. Weitere Ausstellungen hatte er in Leipzig, Stuttgart, Berlin, Monza und London. Lewy lehrte an der Folkwangschule Essen und wurde nach der Machtergreifung der Nationalsozialisten 1933 aufgrund jüdischer Herkunft entlassen.
Lewy emigrierte 1935 nach Belgien. Als Hitler-Deutschland 1940 Belgien überfiel, wurde er von den Belgiern als feindlicher Ausländer nach Frankreich deportiert und im Lager Saint-Cyprien interniert. In Vichy-Frankreich wurde er  ins Camp de Gurs verlegt. Er konnte 1942 aus der Haft entkommen und tauchte in Brüssel unter. Im Juni 1944 wurde er festgenommen und im SS-Sammellager Mecheln inhaftiert, wo er von den Alliierten befreit wurde.
Lewy erhielt 1951 die belgische Staatsbürgerschaft.
Lewy entwickelte seinen Malstil vom Expressionismus zur Abstraktion. Er erhielt 1955 einen Auftrag bei den Glasfenstern und dem Thoraschrein der Neuen Synagoge in Essen.